# 이모르탈
《이모르탈》(필리핀어: Imortal)는 2010년부터 2011년까지 방영된 필리핀의 드라마이다.

## 캐스트
- 존 로이드 크루즈 - 리아 오르테가
- 엔젤 록신 - 마테오 로드리게스